# Cymothoe excelsa
Cymothoe excelsa är en fjärilsart som beskrevs av Heinrich Neustetter 1912. Cymothoe excelsa ingår i släktet Cymothoe och familjen praktfjärilar. Inga underarter finns listade i Catalogue of Life.